# پدر کشور

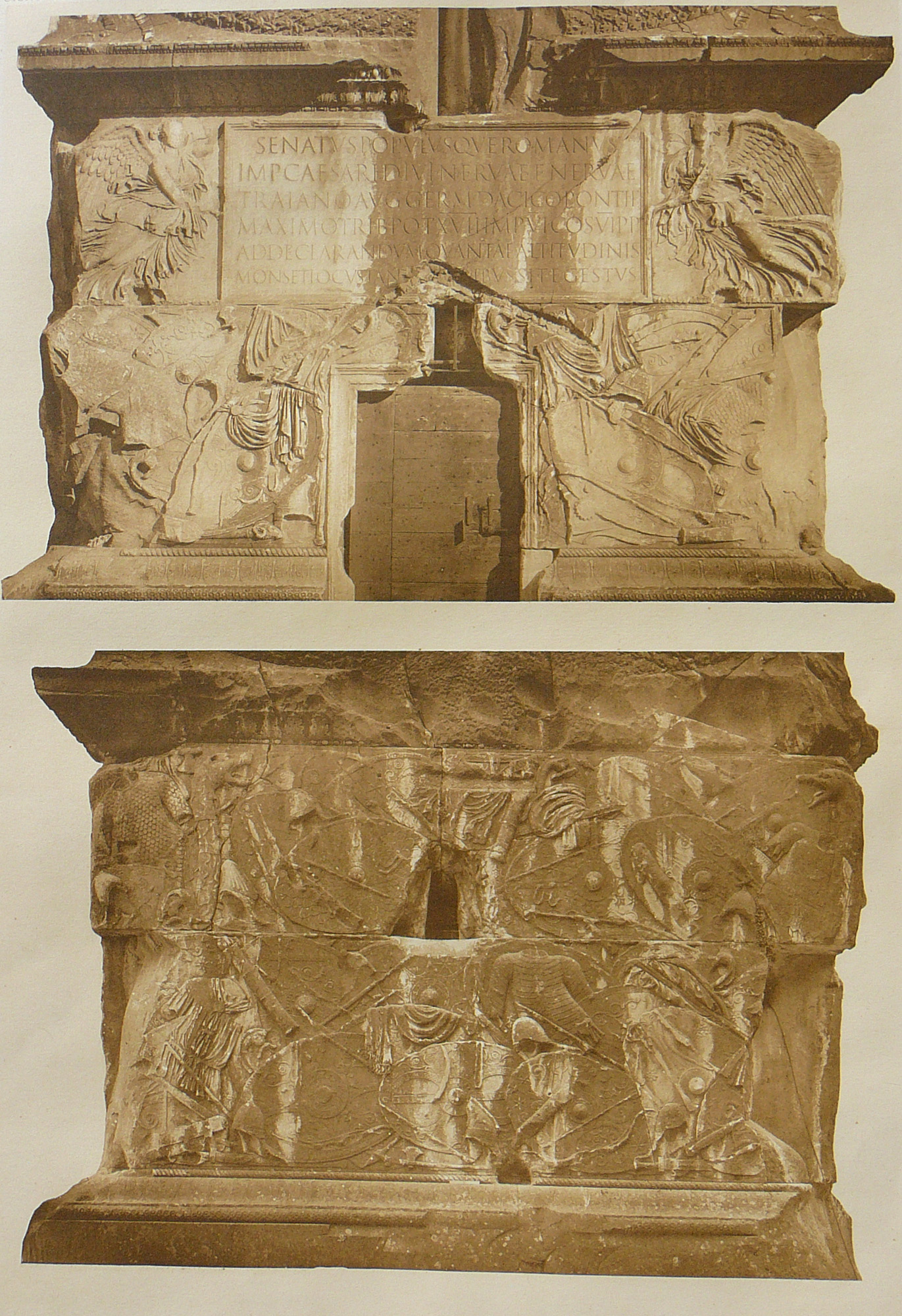
کتیبه روی ستون تراژان که دارای عبارت «Pater Patriae» به عنوان یکی از عناوین تراژان است.

پدر کشور (به لاتین: Pater patriae) یا به ندرت والدین کشور (به لاتین: Parens patriae) یک عنوان افتخاری لاتین در روم باستان بود که توسط سنای روم اعطا می‌شد. این عنوان در زبان لاتین به معنای «پدر کشور» یا به تعبیر عمیق‌تر، «پدر میهن» است. این عنوان در طول جمهوری روم، فقط چند بار اعطا شد؛ اما در امپراتوری روم، معمولاً پس از چندین سال حکومت موفق، منحصراً به شخص امپراتور روم اعطا می‌شد. به تمام امپراتوران روم این عنوان پیشنهاد نشد، درحالی‌که به سایرین پیشنهاد شد؛ اما از پذیرش آن خودداری کردند. در مجموع ۲۳ امپراتور این عنوان را دریافت کردند.
در دوران مدرن نخستین و متأخرتر، همان عنوان لاتین به چندین رهبر ملی توسط رعایا یا پارلمان‌هایشان اعطا شد. در دوران معاصر، عنوان معادل «پدر ملت» هم مانند این عنوان استفاده شده است.

## در تاریخ روم
افتخار پدر کشور نامیده شدن توسط سنای روم میسر بود. هیچ‌کس به‌جز آنان که به روم باستان و منافع آن سود بزرگی رسانده بودند به این عنوان مفتخر نمی‌شدند. نخستین‌بار در سال ۳۸۶ پیش از میلاد، مارکوس فیوریوس کامیلوس، ژنرال رومی، به دلیل نقشش در آزادسازی شهر پس از غارت رم توسط گالی‌ها صاحب این عنوان شد. این یک دیدگاه عمومی را منعکس می‌کند که کامیلوس عملاً دومین بنیان‌گذار رم پس از رومولوس تصور می‌شود که به‌طور اساطیری به عنوان نخستین پدر کشور در نظر گرفته می‌شد. کوینتوس فابیوس ماکسیموس، سیاستمدار رومی هم به‌سبب شایستگی‌هایشان «اجداد» نامیده شد. همچنین لوکیوس کورنلیوس سولا و گایوس ماریوس نیز به‌سبب حفاظت از شهروندان، والدین (به لاتین: parens) یا پدر (به لاتین: pater) خوانده شدند.
سه قرن بعد، این عنوان به سیسرون، خطیب و کنسول رومی به دلیل نقشش در افشا و سرکوب توطئه کاتیلینا در سال ۶۳ پ. م اعطا شد. عنوان پدر و مادر کشور با مفهومی مشابه اما کم‌اعتبارتر، به ژولیوس سزار، که بالفعل به عنوان یک دیکتاتور دائمی، حکمران رم شده بود، اعطا شد. سزار مجلس سنا را با حامیان خود پر کرده بود که در سال ۴۵ پ. م به او به دلیل پایان دادن به جنگ‌های داخلی که خودش آغاز کرده بود، به او رای دادند. امپراتوری روم در سال ۲۷ پ. م جایگزین جمهوری روم شد و پس از آن این عنوان منحصراً در اختیار امپراتور روم قرار گرفت. اولین امپراتور یعنی آگوستوس، پس از چندین دهه حکومت مسالمت‌آمیز، تا سال ۲ پ. م این عنوان را دریافت نکرد؛ بنابراین این عنوان برای مشروعیت امپراتوران بعدی ضروری تلقی نمی‌شد. همچنین هیچ‌گونه امتیاز یا اختیارات قانونی را منتقل نمی‌کرد. به این ترتیب، این عنوان به بخشی منظم از افتخارات امپراتوری که به‌طور معمول به یک امپراتور جدید اعطا می‌شد، تبدیل نشد.
این عنوان را می‌شد رد کرد. به گفته سوتونیوس مورخ رومی، به تیبریوس، جانشین آگوستوس، این عنوان پیشنهاد شد، اما او آن را با دلایل نابهنگام و نامناسب رد کرد. امپراتوران بعدی، کالیگولا و جانشینش کلودیوس، این عنوان را پذیرفتند. امپراتور بعدی، نرون، زمانی که سنای روم در سال اول سلطنتش آن را پیشنهاد داد، به این دلیل که او برای چنین عنوانی خیلی جوان بود، نپذیرفت. سنا سال بعد دوباره آن را پیشنهاد کرد که نرون پذیرفت. پس از آن برای سنا معمول شد که تنها پس از سال‌ها حکومت موفق، این عنوان را به امپراتورها تقدیم کند. در نتیجه، بسیاری از امپراتوران با سلطنت کوتاه هرگز این عنوان را دریافت نکردند. در برخی موارد (مانند نروا) اگر امپراتور جدید در هنگام الحاق سناتورها مورد احترام خاصی قرار می‌گرفت به سرعت اعطا می‌گشت. به نشانه فروتنی، چندین امپراتور استفاده از این عنوان را حتی پس از اعطای آن توسط سنا برای مدتی به تعویق انداختند. به عنوان مثال، هادریان آن را برای ۱۱ سال به تعویق انداخت. این عنوان در سده چهارم میلادی، در زمان مسیحی شدن امپراتوری روم، از کار افتاد. آخرین امپراتوری که از این عنوان را در اختیار داشت ژولیان بود که واپسین امپراتور بت‌پرست نیز بود.

## فهرست پدر کشورهای روم
| سال          | سال | دارنده                        | یادداشت                              |
| ------------ | --- | ----------------------------- | ------------------------------------ |
| پیش از میلاد | ۷۵۳ | رومولوس                       | بنیان‌گذار افسانه‌ای رم                |
| پیش از میلاد | ۳۸۶ | مارکوس فیوریوس کامیلوس        | برای آزادسازی رم پس از غارت گالیک رم |
| پیش از میلاد | ۶۳  | سیسرون                        | برای سرکوب توطئه کاتیلینا            |
| پیش از میلاد | ۴۵  | ژولیوس سزار                   | برای پایان دادن به جنگ‌های داخلی‌اش    |
| پیش از میلاد | ۲   | آگوستوس                       |                                      |
| پس از میلاد  | ۳۷  | کالیگولا                      |                                      |
| پس از میلاد  | ۴۲  | کلودیوس                       |                                      |
| پس از میلاد  | ۵۵  | نرون                          |                                      |
| پس از میلاد  | ۷۰  | وسپاسیان                      |                                      |
| پس از میلاد  | ۷۹  | تیتوس                         |                                      |
| پس از میلاد  | ۸۱  | دومیتیان                      |                                      |
| پس از میلاد  | ۹۶  | نروا                          |                                      |
| پس از میلاد  | ۹۸  | تراژان                        |                                      |
| پس از میلاد  | ۱۲۸ | هادریان                       |                                      |
| پس از میلاد  | ۱۳۹ | آنتونیوس پیوس                 |                                      |
| پس از میلاد  | ۱۶۶ | مارکوس آئورلیوس و لوسیوس وروس |                                      |
| پس از میلاد  | ۱۷۷ | کومودوس                       |                                      |
| پس از میلاد  | ۱۹۳ | سپتیمیوس سوروس                |                                      |
| پس از میلاد  | ۱۹۹ | کاراگالا                      |                                      |
| پس از میلاد  | ۲۱۷ | ماکرینوس                      |                                      |
| پس از میلاد  | ۲۱۸ | الاگابالوس                    |                                      |
| پس از میلاد  | ۲۳۸ | گوردیان سوم                   |                                      |
| پس از میلاد  | ۲۷۶ | مارکوس پروبوس                 |                                      |
| پس از میلاد  | ۲۸۴ | دیوکلتیان                     |                                      |
| پس از میلاد  | ۲۸۶ | ماکسیمیان                     |                                      |
| پس از میلاد  | ۳۰۷ | کنستانتین یکم                 |                                      |
| پس از میلاد  | ۳۶۱ | ژولیان                        | بر اساس عنوان روی سکه‌های ژولیان      |

## در تاریخ مدرن
این عنوان افتخاری لاتین بعدها برای چندین رهبر ملی در دوران مدرن نخستین و اواخر دوره مدرن نیز استفاده شد. این عنوان توسط پارلمان‌های ملی یا افراد وفادار، به اشخاصی چون جرج واشینگتن، نخستین رئیس‌جمهور ایالات متحده آمریکا، گوستاف یکم، پادشاه سوئد، پتر کبیر، نخستین امپراتور روسیه، ویلم یکم، شاهزاده اورانژ، پدروی دوم، آخرین امپراتور برزیل، و چهار رهبر وحدت ایتالیا شامل کامیلو دی کاوور، جوزپه گاریبالدی، جوزپه ماتزینی و ویکتور امانوئل دوم اعطا شد. این عنوان لاتین از آن زمان از میان رفته و با عنوان مشابه «پدر ملت» که به هر یک از زبان‌های ملی مربوط ترجمه شده، جایگزین شده است.